# Lola und Bilidikid
Lola und Bilidikid es una película alemana del año 1999 dirigida y escrita por el cineasta turco E. Kutlug Ataman. 

## Trama
Murat es un berlinés gay de origen turco de 17 años. El rechazo de su conservadora familia hacia la homosexualidad, en especial por parte de su hermano Osman, le crea muchas dudas. 
Cuando descubre que Osman echó de casa a su hermano mayor, Lola,debido a su homosexualidad, Murat se escapa de casa y comienza a buscar a Lola. Esto le lleva a frecuentar el ambiente gay berlinés y los bares de travestis turcos. 
Un día Lola aparece muerta. Murat, convencido de la implicación de Osman, decide volver a casa e intentar hacer que Osman confiese su responsabilidad en el crimen.

## Premios
- Naranja de Oro (Festival Internacional de Cine de Antalya) 
  - Mejor actriz de reparto (Inge Keller)
- Festival Internacional de Cine de Estambul
  - Premio del público (Categoría largometrajes extranjeros)
- Festival Internacional de Cine LGBT de Turín
  - Mejor largometraje

- Datos: Q554063